# Шпак Тетяна Іванівна
Тетяна Іванівна Шпак (нар. 21 січня 1947, Бубнівка, Гайсинський р-н, Вінницької області) — українська майстриня гончарного мистецтва, членкиня Національної спілки майстрів народного мистецтва України, заслужений майстер народної творчості України. Директор музею-садиби братів Герасименків у селі Новоселівка (1988).

## Життєпис
Народилась в селі Бубнівка, що на Гайсинщині Вінницької області. Рано помер її батько. Багато часу проводила з дідом Іваном Дворщенко, який мав звання повного Георгіївського кавалера, мав чотири Георгіївських хрести. Дід навчив рибалити, що переросло у подальше хобі. 
Трудову діяльність розпочала фельдшеркою на Кіровоградщині після закінчення медичного училища. З часом повернулась у рідне село, де працювала в медпункті.
У 23 роки захопилась керамікою. З 1969 року працювала в гончарному цеху, де навчалась гончарному ремеслу у відомої заслуженої майстрині Фросини Міщенко. Зачарував Тетяну Шпак саме бубнівський розпис.
Творчість Тетяни Шпак - миски, тарелі, глечики, куманці. Майстриня дотримується традицій бубнівської школи, але водночас виробила свій стиль, що вирізняє її роботи.
У 1988 році разом із Фросиною Міщенко та Валентиною Живко брала участь у Всеукраїнському семінарі з питань народного мистецтва, що відбувався у Седневі Чернігівської області.
З 1988-го року директорка музею-садиби братів Герасименків у селі Новоселівка.
Тетяна Шпак керує школою художньої кераміки в селі Бубнівка, в якій займаються діти місцевої середньої школи. Навчає виготовляти гончарні вироби з орнаментом бубнівських гончарів.
Живе та працює в селі Бубнівка.

## Музей-садиба

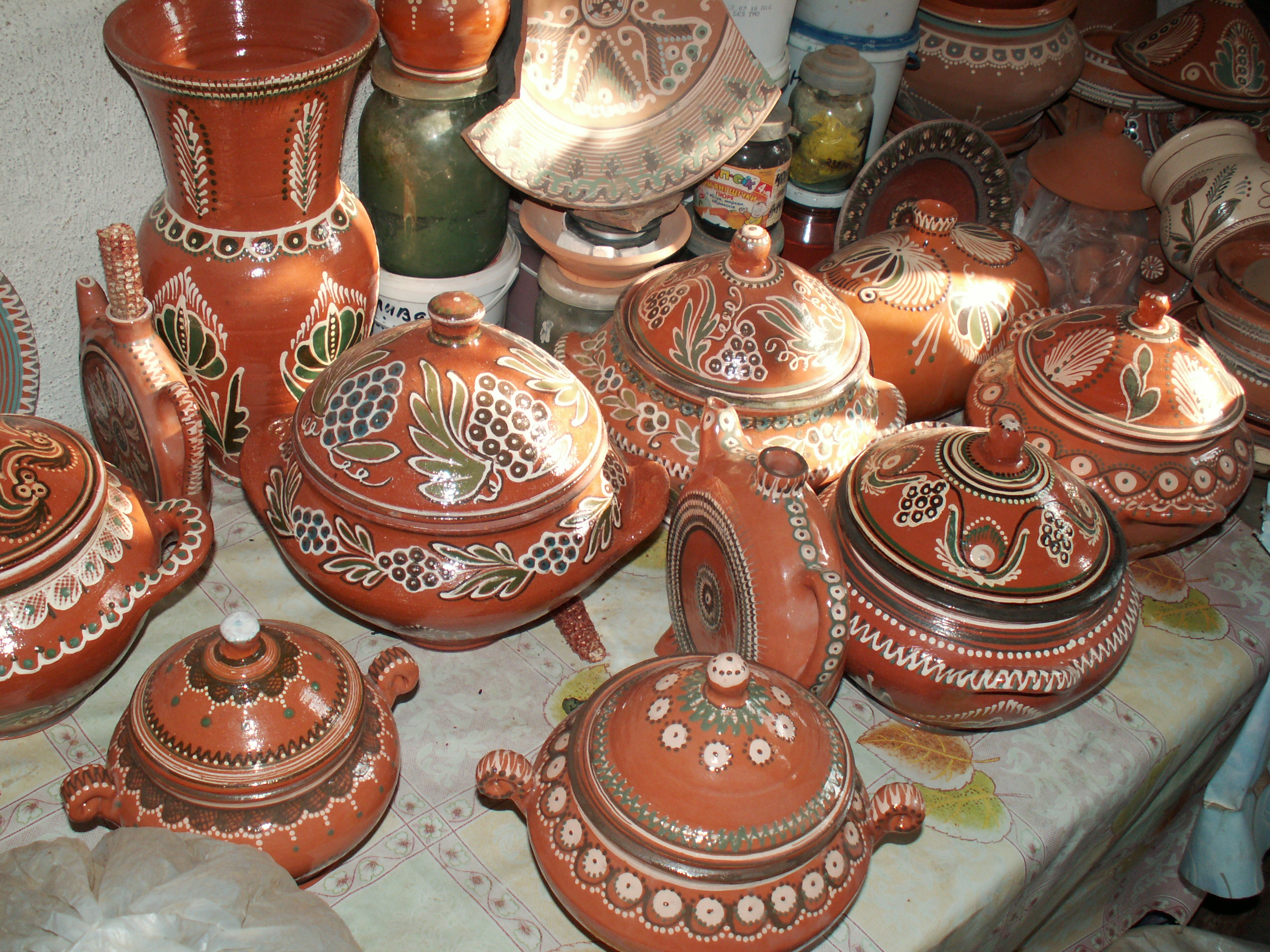
Бубнівська кераміка

Села Бубнівка і Новоселівка є відомими осередками гончарства. У 1988 році у селі Новоселівка з нагоди 100-річчя від дня народження Якима Герасименка був відкритий Музей гончарства імені братів Герасименків, який очолила Тетяна Шпак. У експозиції музею-садиби зібрані роботи новоселівських гончарів кінця XIX століття, вироби сучасних бубнівських гончарів, а також учасників Всеукраїнських і обласних семінарів-практикумів з народного гончарства «Бубнівська кераміка», які проводяться в Новоселівці.
Музей гончарства визнано переможцем конкурсу «Сім чудес Вінниччини» в номінації «Перлини Поділля». На базі музею гончарства також проводять творчі Всеукраїнські симпозіуми-практикуми з народного гончарства.
У травні 2018 року традицію орнаментального розпису бубнівської кераміки було включено до Національного переліку елементів нематеріальної культурної спадщини України.

## Виставки
Тетяна Шпак створила кілька тисяч виробів. Її роботи знаходяться у музеї-садибі братів Герасименків, у Вінницькому краєзнавчому музеї, у Художньому музеї в Києві, у музеї в Опішні, а також у Національній Спілці майстрів народного мистецтва, у Санкт-Петербурзі, приватних колекціях в Німеччині, Туреччині, Чехії, Молдові, Канаді, Словаччині, Туреччині та Китаї.
Неодноразово вироби майстрині експонувалися в Вінницькому обласному центрі народної творчості, на виставках у містах: Тульчині, Тростянці, Немирові, Косові Івано-Франківської області, Чигирині Черкаської області.
Вироби Тетяни Шпак зачаровують простотою, довершеністю та оригінальністю. Бубнівському розпису притаманні білий, зелений та чорний колір, які використовує майстриня розмальовуючи вироби рослинним і геометричним розписом.

## Нагороди
У 2003 році Тетяна Шпак стала лауреаткою І премії Всеукраїнського конкурсу — огляду музеїв мистецтва та стипендіатом міжнародного фонду «Україна-3000».
Як майстриня з художньої кераміки Тетяна Шпак має понад 180 грамот та дипломів. 

## Основні роботи
Фото на сайті Вінницького обласного центру народної творчості